# 第7回アストラ・ミッドシーズン映画賞
第7回アストラ・ミッドシーズン映画賞（第7回アストラ・ミッドシーズンえいがしょう、7th Astra Midseason Movie Awards）は、ハリウッド・クリエイティブ・アライアンスが主催する映画賞。2024年上半期（1月1日から6月30日）公開の映画を受賞対象としており、2024年7月3日にXの公式アカウントで受賞作品が発表された。前回の授賞式までは「ハリウッド批評家協会ミッドシーズン映画賞（Hollywood Critics Association Midseason Film Awards）」の名称で執り行われていたが、主催団体であるハリウッド批評家協会が組織改革によって「ハリウッド・クリエイティブ・アライアンス」に改名されたことに伴い、今回から映画賞の名称が「アストラ・ミッドシーズン映画賞（Astra Midseason Movie Awards）」に改名された。
2024年7月1日にノミネート作品が発表され、『デューン 砂の惑星PART2』が最多7部門ノミネートとなり、『チャレンジャーズ』『シビル・ウォー アメリカ最後の日』『フォールガイ』の6部門が続いた。最多受賞作品は『デューン 砂の惑星 PART2』の3部門受賞であり、次いで『チャレンジャーズ』『愛はステロイド』の2部門が続いた。

## 受賞結果
| 作品賞 | 監督賞 |
| --- | --- |
| - 『デューン 砂の惑星PART2』 - 次点：『フォールガイ』 - 『チャレンジャーズ』 - 『シビル・ウォー アメリカ最後の日』 - 『マッドマックス:フュリオサ』 - 『ヒットマン』 - 『テレビの中に入りたい』 - 『インサイド・ヘッド2』 - 『猿の惑星/キングダム』 - 『愛はステロイド』 | - ドゥニ・ヴィルヌーヴ - 『デューン 砂の惑星PART2』 - 次点：デヴィッド・リーチ - 『フォールガイ』 - アレックス・ガーランド - 『シビル・ウォー アメリカ最後の日』 - ジョージ・ミラー - 『マッドマックス:フュリオサ』 - ルカ・グァダニーノ - 『チャレンジャーズ』                                                                                           |
| 主演男優賞 | 主演女優賞 |
| - グレン・パウエル - 『ヒットマン』 ：ゲイリー・ジョンソン役 - 次点：ライアン・ゴズリング - 『フォールガイ』：コルト・シーバース役 - ジョシュ・オコナー - 『チャレンジャーズ』：パトリック役 - ジャスティス・スミス - 『テレビの中に入りたい』：オーウェン役 - ティモシー・シャラメ - 『デューン 砂の惑星PART2』：ポール・アトレイデス役                                   | - ゼンデイヤ - 『チャレンジャーズ』：タシ・ダンカン役 - 次点：アニャ・テイラー＝ジョイ - 『マッドマックス:フュリオサ』：フュリオサ役 - エミリー・ブラント - 『フォールガイ』：ジョディ・モレノ役 - キルスティン・ダンスト - 『シビル・ウォー アメリカ最後の日』：リー・スミス役 - クリステン・スチュワート - 『愛はステロイド』：ルイーズ・ラングストン役 |
| 助演男優賞 | 助演女優賞 |
| - オースティン・バトラー - 『デューン 砂の惑星PART2』 ：フェイド＝ラウサ・ハルコンネン役 - 次点：ジェシー・プレモンス - 『シビル・ウォー アメリカ最後の日』：兵士役 - ブリジェット・ランディ＝ペイン - 『テレビの中に入りたい』 - クリス・ヘムズワース - 『マッドマックス:フュリオサ』：ディメンタス役 - マイク・ファイスト - 『チャレンジャーズ』：アート・ドナルドソン役 | - ケイティ・オブライアン - 『愛はステロイド』 ：ジャッキー役 - 次点：アドリア・アルホナ - 『ヒットマン』：マディソン役 - ケイリー・スピーニー - 『シビル・ウォー アメリカ最後の日』：ジェシー・カレン役 - ハンナ・ワディンガム - 『フォールガイ』 ：ゲイル・メイヤー役 - レベッカ・ファーガソン - 『デューン 砂の惑星PART2』：レディ・ジェシカ役          |
| 脚本賞 | ホラー映画賞 |
| - ジャスティン・クリツケス - 『チャレンジャーズ』 - 次点：グレン・パウエル、リチャード・リンクレイター - 『ヒットマン』 - アレックス・ガーランド - 『シビル・ウォー アメリカ最後の日』 - ドゥニ・ヴィルヌーヴ、ジョン・スペイツ - 『デューン 砂の惑星PART2』 - ジェーン・シェーンブルン - 『テレビの中に入りたい』                                                         | - 『クワイエット・プレイス:DAY 1』 - 次点：『悪魔と夜ふかし』 - 『アビゲイル』 - 『IMMACULATE 聖なる胎動』 - 『オーメン:ザ・ファースト』 |
| インディペンデント映画賞 | スタント賞 |
| - 『愛はステロイド』 - 次点：『悪魔と夜ふかし』 - 『Hundreds of Beavers』 - 『テレビの中に入りたい』 - 『テルマがゆく! 93歳のやさしいリベンジ』 | - 『フォールガイ』 - 次点：『マッドマックス:フュリオサ』 - 『バッドボーイズ RIDE OR DIE』 - 『デューン 砂の惑星PART2』 - 『モンキーマン』 |
| 下半期有望作品賞 | |
| - 『ジョーカー:フォリ・ア・ドゥ』 - 次点：『デッドプール&ウルヴァリン』 - 『エイリアン:ロムルス』 - 『ビートルジュース ビートルジュース』 - 『ウィキッド ふたりの魔女』 | |

## 複数受賞・ノミネート
| 数 | 作品名                              |
| -- | ----------------------------------- |
| 7  | 『デューン 砂の惑星PART2』          |
| 6  | 『チャレンジャーズ』                |
| 6  | 『シビル・ウォー アメリカ最後の日』 |
| 6  | 『フォールガイ』                    |
| 5  | 『マッドマックス:フュリオサ』       |
| 5  | 『テレビの中に入りたい』            |
| 4  | 『ヒットマン』                      |
| 4  | 『愛はステロイド』                  |
| 2  | 『悪魔と夜ふかし』                  |

| 数 | 作品名                     |
| -- | -------------------------- |
| 3  | 『デューン 砂の惑星PART2』 |
| 2  | 『チャレンジャーズ』       |
| 2  | 『愛はステロイド』         |